# 锡勒乡
锡勒乡，是中国内蒙古自治区乌兰察布市察哈尔右翼后旗下辖的一个乡镇级行政单位。

## 行政区划
锡勒乡共辖以下地区：
红旗庙嘎查、红格尔图嘎查、巴音嘎查、哈拉沟嘎查、西泉子村、白音不浪村、前兵图村、胜利村、忽来报村、大房子村、五忽浪村、苏计不浪村、石窑沟村、赵家坊村、石层坝村。